# Perezjimenismo
El perezjimenismo es una corriente de pensamiento político teóricamente basado en la doctrina del expresidente venezolano Marcos Pérez Jiménez. En específico, el propio Pérez Jiménez denominó a su filosofía política como el nuevo ideal nacional.
Se ha convertido con los años en una cuestión de forma de gobierno ideal para los seguidores del exdictador, ya que a su juicio las políticas de gobierno llevadas desde el año 1958 no han sido las adecuadas. De esta manera, consideran que, con el dictador, Venezuela vivió una gran prosperidad y tuvo mejores infraestructuras, así como mayores niveles de desarrollo económico, cultural, militar e industrial. Asimismo, creen que los partidos políticos sucesores de ese régimen han disminuido la calidad de vida de los venezolanos y que con ellos ha aumentado el número de actos delictivos.

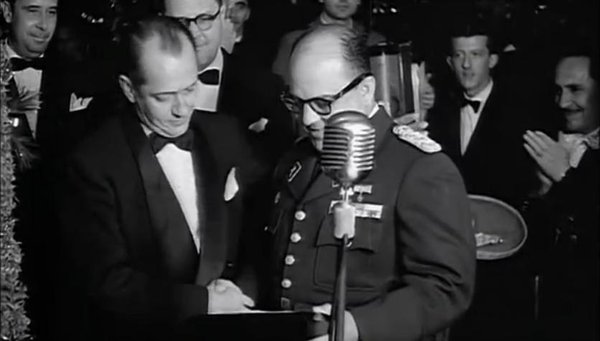
Laureano Vallenilla-Lanz Planchart y Marcos Pérez Jiménez principales ideologos del Nuevo Ideal Nacional.

Aunque realmente Marcos Pérez Jiménez gobernó Venezuela desde 1952 hasta 1958, existió una continuidad administrativa de predominio castrense que se extendió desde el golpe de Estado del 24 de noviembre de 1948 hasta el golpe de Estado de 23 de enero de 1958 bajo una junta militar presidida primero por Carlos Delgado Chalbaud y luego por Germán Suárez Flamerich. Posteriormente, diversas organizaciones e individualidades políticas se han inspirado en distintas maneras en el ideario filosófico y en la práctica gubernamental de Marcos Pérez Jiménez.

## Características

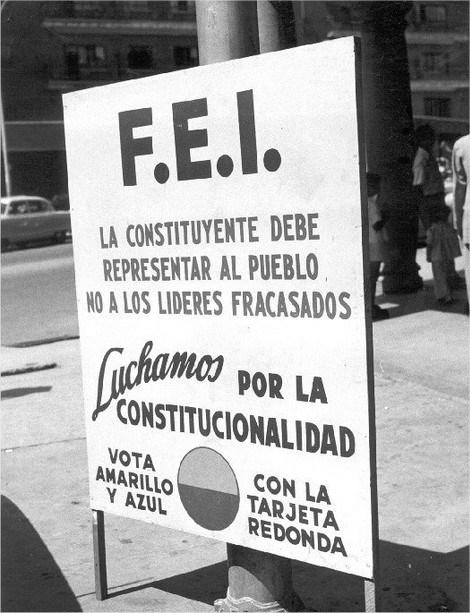
Pancarta con multas electorales del partido Frente Electoral Independiente con motivo de las elecciones para elegir a los miembros de la Asamblea Nacional Constituyente en 1952, organización política impulsada por Marcos Pérez Jiménez.

### Bases doctrinarias
Las bases ideológicas del perezjimenismo están basadas en un conservadurismo nacionalista con el objetivo, según sus simpatizantes, de llevar a Venezuela hacia los niveles de prosperidad de los años de 1950 y convertir a la nación venezolana en un país de primer mundo. Asimismo, esta corriente ideológica se alimenta del bolivarianismo, la filosofía basada en el pensamiento y la obra de Simón Bolívar. 
Filosóficamente, algunas personas han sostenido que el positivismo imperante durante el gomecismo influyó en el nuevo ideal nacional, sobre todo a través de Laureano Vallenilla-Lanz Planchart, hijo de Laureano Vallenilla Lanz, quien formó parte del gabinete de Pérez Jiménez. No obstante, aunque Pérez Jiménez inicialmente aseguraba que el nuevo ideal nacional era obra original de los militares gestantes del Golpe de Estado en Venezuela de 1945, posteriormente aceptó una paternidad compartida con las ideas del viejo positivismo venezolano. Asimismo, de acuerdo con María Ramírez Delgado, filósofa del Centro de Investigación y Estudios de la Venezolanidad, el nuevo ideal nacional comparte con pensamiento de Laureano Vallenilla-Lanz Planchart los siguientes aspectos:
- Necesidad de «sanear» a una población «decadente» desde sus raíces
- Difundir conceptos que permitan superar el estado de decadencia como patria, nacionalismo y bien común
- La figura del «gendarme necesario», un personaje capaz de imponer un orden

### «Nuevo ideal nacional»

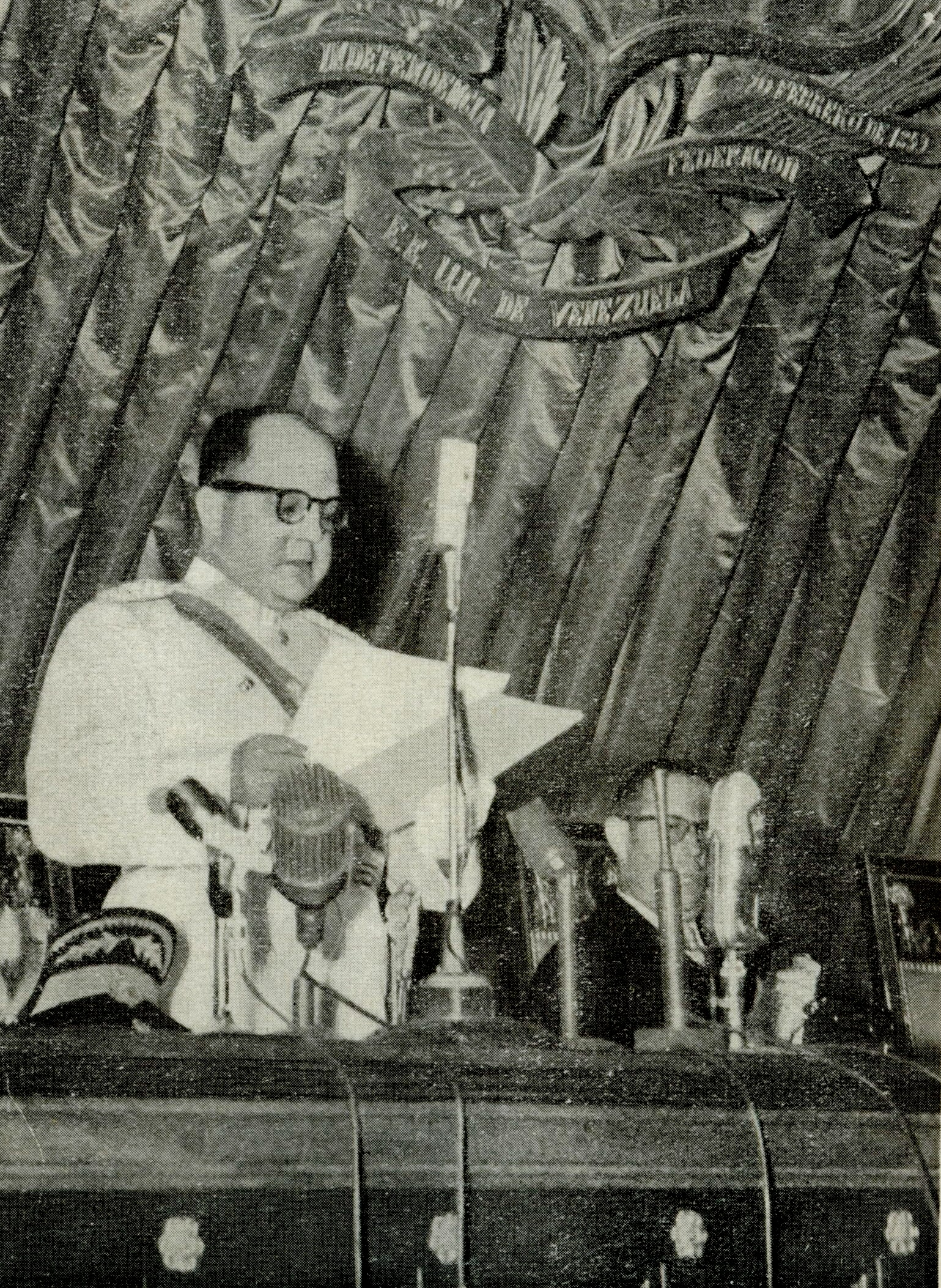
Marcos Pérez Jiménez

El general Marcos Pérez Jiménez dio nombre a su forma de gobierno el «nuevo ideal nacional» y le aplicó el lema de: «La transformación del medio físico y el mejoramiento de las condiciones morales, intelectuales y materiales de los venezolanos».
El nuevo ideal nacional es un concepto que dicta normas para todos: para el presidente y demás funcionarios de la República, así como para los ciudadanos. La doctrina del nuevo ideal nacional aparece enunciada oficialmente, por primera vez, por el teniente coronel Marcos Pérez Jiménez, ministro de Defensa y miembro de la Junta Militar de Gobierno, en su discurso de clausura de la Convención de Gobernadores de Estado y Territorios Federales, el 13 de marzo de 1949:

Debemos admitir que nos ha faltado ese elemento fundamental de la vida de los pueblos que consiste en formulación clara y precisa de un Ideal Nacional, capaz de obligarnos a un acuerdo de voluntades para su plena realización. Ese ideal comporta dos formas fundamentales de enunciación colectiva: De un lado el aprovechamiento de nuestro acervo histórico como manantial de valores morales, y del otro, la utilización adecuada de los recursos naturales del país para mejorar la suerte de los venezolanos actuales, especialmente la de los menos favorecidos y dejar a las generaciones futuras una patria más próspera. Las bases de la superación, como Ideal Nacional se arraigan en la tradición, recursos naturales, situación geográfica de la nación, en cuya función Venezuela debe tener un Ideal Nacional, y la finalidad suprema de este ideal es: Lograr para Venezuela tenga un puesto de honor entre las naciones y hacer una Patria cada día más próspera, digna y fuerte. Los objetivos del Ideal Nacional son la transformación progresiva del medio físico y el mejoramiento integral de los habitantes. El Ideal Nacional genera una doctrina: la del Bien Común, la doctrina genera planes que proponen la realización de los objetivos. Los Planes generan obras sometidas al criterio de la doctrina.
Marcos Pérez Jiménez

Por otra parte, Luis Cova García en obra Fundamento jurídico del nuevo ideal nacional (1955) sistematiza esta filosofía de la siguiente manera:
- Bases: tradición, recursos naturales y situación geográfica.
- Finalidad: hacer la patria cada día más próspera, digna y fuerte.
- Objetivos: transformación progresiva del medio físico y mejora-miento integral (material, moral e intelectual) de los habitantes del país.

### Aspecto económico
Por otra parte, en cuanto al aspecto económico, el diario oficial de la época El Heraldo declaraba:

De otra parte, y es bueno decirlo de una vez por todas, vivimos en Venezuela en un capitalismo de Estado muy parecido al que impera en la Unión Soviética. Nuestro sentimiento igualitario inspira realizaciones sociales de vastas proyecciones. Cualquier país colectivista envidiaría las Casas Sindicales y las Concentraciones Escolares al alcance de todo ciudadano, así como los servicios sanitarios y asistenciales.

No obstante, pese a sus comparaciones con el modelo soviético, Pérez Jiménez expresó: «Yo por naturaleza no quiero aparecer ni como socialista ni como comunista ni como nada. Solo pretendía establecer una especie de justicia social». En cambio, Pérez Jiménez aseguró que «Yo no me cierro, ni soy dogmático, ni creo que todo lo de una doctrina política es bueno o es malo. Es más, creo que al fin el mundo se encontrará en las soluciones finales, unos viniendo desde el comunismo y otros yendo desde el capitalismo. [...] Hay que ser pragmático y tomar lo mejor, lo que se adecúe más al país, lo que tenga mayor razón de ser».
Asimismo, si bien bajo la dictadura de Pérez Jiménez se mantuvo cierto respeto por el sector privado, también se expandió el papel económico del Estado a través de proyectos como la nacionalización de la Compañía Anónima Nacional de Teléfonos de Venezuela (CANTV) en 1950, la creación de la Siderúrgica del Orinoco (SIDOR) en 1953, el desarrollo de importantes obras de infraestructura y de una cadena de hoteles, la fundación del Instituto Venezolano de Petroquímica y de diversos bancos regionales.
Según la historiadora Ocarina Castillo, el Gobierno de Pérez estableció una política económica y estratégica desarrollista, una filosofía bastante difundida en el pensamiento latinoamericano de entonces. Por su parte, Coronil Ímber, apoyándose en el trabajo del economista Domingo Maza Zabala, afirmó que su política económica se realizó «sin demasiada elaboración teórica, siguiendo líneas trazadas desde 1936», aunque ambos comparten la tesis de que se basó en cierto modo en la filosofía desarrollista.

### Latinoamericanismo
En el marco internacional, el general Pérez Jiménez creía en la unidad latinoamericana para, entre otros objetivos, contrarrestar la influencia estadounidense en la región y superar lo que él denominó el «colonialismo económico» de Estados Unidos. Por otra parte, Pérez Jiménez consideraba que a Estados Unidos no le interesaba realmente un desarrollo integral de los países latinoamericanos, sino que para preservar su influencia era necesario mantenerlos en un estado de «semidesarrollo». Pérez Jiménez intentó promover estas ideas de integración regional en la X Conferencia Interamericana celebrada en Caracas el 1 de marzo de 1954, donde insistió en la necesidad de comprensión, asistencia recíproca y respeto mutuo.

### Autoritarismo

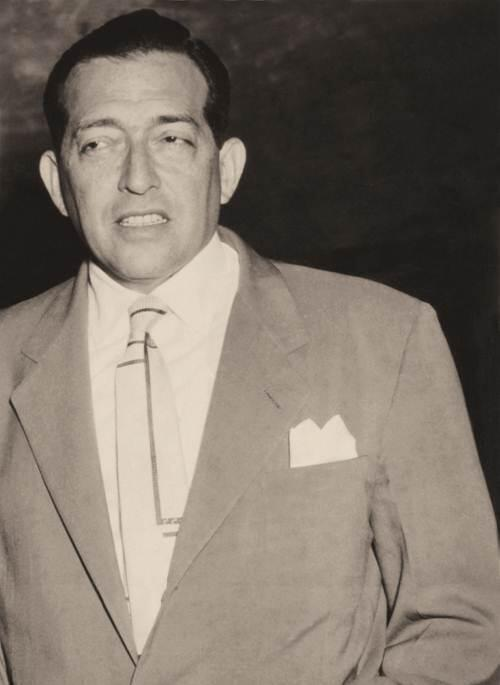
Pedro Estrada, director de la Seguridad Nacional

Por otra parte, el general Marcos Pérez Jiménez también es conocido en Venezuela por mantener una persecución contra sus opositores políticos —principal e inicialmente socialistas y comunistas— a través de la antigua Dirección de la Seguridad Nacional, cuyo jefe era Pedro Estrada. Sin embargo, Pérez Jiménez aseguró que su represión en específico contra el Partido Comunista de Venezuela se debió en realidad a que él consideró que este partido se encontraba bajo directrices foráneas por parte de la Unión Soviética y no por un anticomunismo a ultranza. De acuerdo con Javier Rovira, aunque el régimen de Pérez Jiménez no estableció una sociedad totalitaria según la definición de Hannah Arendt, este sí instauró un pretorianismo o militarismo en Venezuela.

Por otra parte, los partidarios del Pérez Jiménez suelen sostener que gracias a esta política autoritaria el régimen también habría logrado garantizar una buena seguridad ciudadana para Venezuela. En otro orden de ideas, el propio Pérez Jiménez declaró sobre su posición con respecto al eje autoritario-libertario:
«Yo no creo que todos los regímenes militares son eficaces, que todas las dictaduras son ineficaces. Tampoco creo que todas las democracias son ineficaces. Repito: me voy a los resultados».

### Política migratoria
El régimen de Pérez Jiménez también se caracterizó por una política migratoria que incentivaba la entrada principalmente de europeos, sobre todo de España, Italia y Portugal.

## Historia

### Orígenes
Según el propio Marcos Pérez Jiménez, el nuevo ideal nacional surge alrededor de 1945 cuando un grupo de militares, incluido él mismo, se involucraron en el Golpe de Estado en Venezuela de 1945. En 1952 Pérez Jiménez desconoce el triunfo electoral de la Unión Republicana Democrática, liderado por Jóvito Villalba, en los comicios de ese año y tras la dimisión de Germán Suárez Flamerich como presidente provisional, Pérez Jiménez procede a dar un golpe de Estado el 2 de diciembre de 1952 haciéndose del poder. Sin embargo, es formalizado el 17 de abril por la asamblea constituyente de ese entonces y asume la presidencia constitucional el 19 de abril.
Posteriormente, esta corriente ideológica fue complementada cuando los seguidores de Marcos Pérez Jiménez fundaron en 1963 un partido político bajo el nombre de Cruzada Cívica Nacionalista (CCN). En 1968, la popularidad del partido aumentó hasta ser uno de los partidos políticos de Venezuela con más apoyos en esa época. En las elecciones presidenciales de 1973 el CCN pretendió lanzar la candidatura de Pérez Jiménez lo cual causó gran controversia en los principales partidos de la época Acción Democrática y Copei ya que Pérez Jiménez tenía apoyo en las encuestas mayor al de los candidatos de AD y COPEI.[cita requerida] Por lo que decidieron inhabilitar políticamente al candidato del CCN.

### Partidos políticos perezjimenistas
| Organización                                                     | Siglas  | Líderes                         |
| ---------------------------------------------------------------- | ------- | ------------------------------- |
| Frente Electoral Independiente                                   | FEI     | Marcos Pérez Jiménez            |
| Cruzada Cívica Nacionalista                                      | CCN     | Rómulo Moncada y Erwin Burguera |
| Frente Nacional Integracionista/Partido Nacional Integracionista | FNI/PNI | Luis Llovera Páez               |
| Frente Unido Nacionalista                                        | FUN     | Alejandro Gómez Silva           |
| Nuevo Orden                                                      | NO      | Sin datos                       |
| Alianza Nacional Patriótica                                      | ANP     | Ramón Afonso                    |

Logotipo del Frente Electoral Independiente

La primera organización política oficialmente perezjimenista fue el partido Frente Electoral Independiente (FEI), cuyo candidato fue Marcos Pérez Jiménez para las elecciones presidenciales de 1952. Este partido estando en el poder tenía plenas libertades durante la Administración de Pérez Jiménez, hasta los sucesos ocurridos el 23 de enero de 1958. 
A cinco años del derrocamiento del general Pérez Jiménez, en 1963 es fundada la Cruzada Cívica Nacionalista (CCN) por Rómulo Moncada y Erwin Burguera, seguidores de Pérez Jiménez. Esta organización política tiene gran respaldo de la población y en 1968 decide lanzar como candidato presidencial a Pérez Jiménez, esto causó gran incomodidad a los grandes partidos políticos de la época, AD y COPEI, y se vieron en la obligación de inhabilitar políticamente a Pérez Jiménez. La CCN presentó otros candidatos en elecciones posteriores, pero ninguno obtuvo el respaldo que tenía Pérez Jiménez. En las presidenciales de 1973 el partido postuló a Pablo Salas Castillo, pero este renunció. En aquellas elecciones el propio Pérez Jiménez promovió el abstencionismo. En los años de 1970 es fundada el Frente Unido Nacionalista (FUN) cuyo líder era Alejandro Gómez Silva. Este partido postuló a Gómez Silva como candidato en las elecciones presidenciales de 1973, pero renunció. Posteriormente, en las presidenciales de 1978 también volvió a postular a Gómez Silva, pero sin éxito electoral.
En 1971 es fundado el Frente Nacional Integracionista (FNI) por Luis Llovera Páez y que meses más tarde se convierte en el Partido Nacional Integracionista (PNI) con el objetivo de fusionar a los grupos políticos de la corriente perezjimenista. En 1973 este partido presenta su candidato presidencial, pero no se obtuvo los resultados esperados, lo cual causó el inicio del fin de este partido.
Asimismo, luego de la fusión de los movimientos estudiantiles de carácter nacionalista como PN y FUN —este último se separaría poco antes de las elecciones presidenciales—nace el partido Nuevo Orden, agrupación política de extrema derecha/neofascista que mantuvo nexos con la Falange Española de las JONS y disuelto en 2002.[cita requerida]

### Neoperezjimenismo
El neoperezjimenismo o los nuevos perezjimenistas apoyan la ideología del perezjimenismo desde el punto de vista de los objetivos del nuevo ideal nacional. El término fue gestado durante los años 60, luego del derrocamiento de Pérez Jiménez el 23 de enero de 1958. Suele aplicarse a grupos trabajadores y/o estudiantiles que simpatizan con el tercerposicionismo[cita requerida] y que expresan una admiración específica por el Marcos Pérez Jiménez y el perezjimenismo.
Por su parte, Alejandro Gómez Silva, líder del extinto Frente Unido Nacionalista, dijo: 

El FUN representa el perezjimenismo popular, a ese perezjimenismo marginado, a esas grandes masas que creen en Marcos Pérez Jiménez y que no tuvieron oportunidad, por razones cronológicas, de participar en el régimen del Nuevo Ideal Nacional. Somos perezjimenistas, pero perezjimenistas nuevos, neo-perezjimenistas, gente que cree en la obra de Pérez Jiménez, pero que no tuvieron oportunidad de realizar la obra de gobierno en esa época porque éramos personas que no teníamos la edad suficiente. Y es una gran masa que hoy apoya a Pérez Jiménez... Con relación a la supuesta división del perezjimenismo, debo decirte que tal división no existe. Sencillamente, el perezjimenismo es un gran movimiento popular que tiene diferentes gamas y entre esas gamas estamos nosotros que somos los neoperezjimenistas, la juventud neoperezjimenista, están los perezjimenistas ortodoxos que colaboraron con el régimen de Pérez Jiménez, que tienen también su candidato, y existen grupos independientes que también tienen su candidato.
Alejandro Gómez Silva